# Алуштит
Алушти́т (англ. alushtite, нем. Aluschtit) — водный силикат алюминия и магния (по некоторым данным — ещё и кальция). Рациональная формула: Na0,5(Al,Mg)6(Si,Al)8O18(OH)12·5H2O. Месторождение: кварцево-хрусталеносные прожилки месторождения Ускют (Приветное), Крым. Найден, кроме того, в кварцевых жилах таврических сланцев южного берега Крыма и в некоторых других местах в Крыму и Бельгии. Образует голубые корочки или налёты. Редкий.
Алуштит был впервые отмечен в 1907 году А. Е. Ферсманом в голубовато-белых образцах из чёрных глинистых сланцев около крымского села Куру-Узень (ныне Солнечногорское) под Алуштой, в честь которой назван.
Образцы содержали 13,7 % воды и небольшую примесь Mg. Тогда их считали разностью алюмосиликата, близкой к каолиниту. В 1955 году было высказано мнение, что алуштит является смесью диккита и гидрослюды. В 1961 году по результатам исследования аналогичных образцов из близлежащего села Приветное было заявлено об ошибочности этого мнения. В 1962 году (тоже по материалу из Приветного) было установлено, что главная фаза этого материала — диоктаэдрический смешаннослойный хлорит-монтмориллонит, и название «алуштит» было предложено применять именно к нему. В 1963 году диоктаэдрический хлорит-монтмориллонит из того же села (по другим данным — из Солнечногорского) был ещё раз описан под названием «тосудит» в честь японского минералога Т. Судо. Название минерала стало предметом споров; сейчас в ходу оба названия. В некоторых источниках алуштит понимают как синоним тосудита, в некоторых — как его разновидность, в некоторых — как его смесь с диккитом.